# Privatbrauerei Wittingen
 (mai 2021).
La Privatbrauerei Wittingen est une brasserie à Wittingen.

## Histoire
Selon l'histoire qu'elle présente, la brasserie date de 1429 et a toujours appartenu à la famille Stackmann, elle est donc l'une des plus anciennes brasseries privées en Allemagne.
Depuis 2004, une fête de la bière a lieu chaque année à Wittingen. Sa réputation régionale lui permet d'être un sponsor des Grizzlys Wolfsbourg.
Lors de la réunion des créanciers de Privatbrauerei Herrenhausen le 20 octobre 2010, ils décident de la vendre à Privatbrauerei Wittingen.

## Production
- Wittinger Premium
- Wittinger Pilsner
- Wittinger Doppelbock
- Wittinger Stackmanns Dunkel
- Wittinger Radler
- Wittinger 1429 - Das Original
- Wittinger Weizen
- Wittinger Landbier